# Bolombo
La Bolombo est une rivière, affluent de la rivière Lopori, et sous-affluent du fleuve Congo, en république démocratique du Congo dans la province de l'Équateur.